# Oblojkî, Hluhiv
Oblojkî (în ucraineană Обложки) este o comună în raionul Hluhiv, regiunea Sumî, Ucraina, formată numai din satul de reședință.

## Demografie
Componența lingvistică a comunei Oblojkî
     Ucraineană (97,9%)
     Rusă (1,75%)
     Alte limbi (0,35%)
Conform recensământului din 2001, majoritatea populației comunei Oblojkî era vorbitoare de ucraineană (97,9%), existând în minoritate și vorbitori de rusă (1,75%).